# Kodagues
Kodagues són un poble de l'Índia que viuen al districte de Kodagu (tradicionalment Coorg) a Karnataka, amb llengua i cultura pròpies diferenciades. Característica dels kodagues és el seu esperit militar. El poble és nacionalista i demana un estat federat dins l'Índia (moderats) o un estat independent.
La bandera nacional kodaga és rectangular blava i porta a l'interior (ocupant la major part del drap) un rombe (diamant) de color marron dins del qual hi ha l'emblema nacional en daurat. Aquesta bandera fou adoptada el novembre del 2001 i és tant la bandera nacional com la que representa l'aspiració a un estat separat. La bandera inclou l'emblema nacional amb les dagues sagrades Patkh i Peeche Khatim dins d'un anell circular, guardades per un fusell i el chembooka estenent les seves ales per sota. El color blau representa l'aire del país i el color marron és el principal color utilitzat en els vestits nacionals. Fins al 2001 la bandera era similar però sense el rombe o diamant; el color de fons era el tradicional negre segons la descripció de James Minahan (a Nations without state). La bandera del consell nacional (Codava National Council) és blava amb un rombe a l'interior de color vermell, dins del qual dos discs, un de vermell amb vora blanca i un de blanc; al primer un guerrer kodaga vestit de negre i sota seu l'emblema de les dues dagues creuades en daurat i sota això les lletres CNC en blanc; a l'altra disc un mapa físic del país i sota la inscripció "Codava homeland" en blau.